# CMタイム
『CMタイム』（シーエムタイム）は2012年の日本のコメディ映画。劇団キリン食堂の主宰で元大手広告代理店勤務の経歴を持つ久保田誠二による同劇団の人気舞台劇を久保田自身の脚本・監督で映画化した作品である。

## ストーリー
大手飲料メーカー・タイガードリンクの新製品「9（ナイン）」のCMを熾烈なコンペを勝ち抜いて受注した広告代理店・電報堂の社員たちが、わがままなタレントやスポンサーに振り回されながらも、何とかCMを完成させるまでを描いたドタバタコメディである。

## キャスト
城之内つばめ
演 - 黒木瞳
大物演歌歌手。わがままでプライドが高いが、落ち目であることを自覚し、CM撮影終了後に引退記者会見をする予定。
三上等
演 - 豊原功補
広告代理店・電報堂の社員。
レオナルド八田
演 - 加藤和樹
若者に人気のヒップホップスター。経歴は全て嘘で実はただのダサイ田舎者。自分を見出した事務所の女社長の言いなり。ピーマン嫌い。
佐藤真理
演 - 本仮屋ユイカ
三上の部下。大金持ちのお嬢様で勉強のために電報堂で働いている。
高木部長
演 - モト冬樹
大手飲料メーカー・タイガードリンクの部長。城之内つばめの大ファンで彼女の言いなり。
中島新一
演 - 寿大聡
レオナルドのマネージャ
演 - 鈴木蘭々
レオナルドを厳しく扱う。レオナルドが事務所社長による新興宗教の広告塔にされることを阻むため、レオナルドを連れて独立を企む。
西課長
演 - 松田賢二
早見リョウ
演 - 須賀貴匡
CM映像撮影スタジオのバイトスタッフ。
大菩薩金五郎
演 - 中村嘉葎雄
時代錯誤の大物時代劇俳優。過去の因縁から城之内つばめに激しく憎まれている。自分が過去の存在であることを受け入れられない。

## スタッフ
- 脚本・監督：久保田誠二
- 統括プロデューサー：原和政
- 製作：重村博文、中野久、稲垣静枝、津谷祐司、関浩太郎、菅田貴司
- プロデューサー：岩下英雅、塚田哲也
- 撮影：伊藤寛
- 照明：金子康博
- 美術：田沼愛子
- 録音：中村雅光
- VE：角本輝夫
- 助監督：湯本信一
- 制作担当：岡本健志
- アクション監督：新井兼二
- ダンス振付：結華レイナ（Irisbijou）
- キャスティング：安藤実
- 音楽：元倉宏史
- 演歌指導：岡千秋
- 歌唱指導：長沢徹
- 音楽協力：中村辰彦
- 音響効果：丹雄二
- 編集・CG：新妻宏昭
- 主題歌：「白いジャスミンの花」矢住夏菜（ムーヴリノイエ）
- 配給宣伝：トリプルアップ
- 製作会社：「CMタイム」製作委員会（キングレコード、ダブルアップエンタテインメント、グレイ美術、キリン食堂、アバンティコミュニケーションズ、サードストリート、マザーハート -01 有限責任事業組合）